# Kościół Matki Boskiej Nieustającej Pomocy w Tarnopolu
Kościół Matki Boskiej Nieustającej Pomocy w Tarnopolu – zniszczona przez władzę radziecką parafialna świątynia rzymskokatolicka w Tarnopolu, niegdyś położona w centrum miasta, przy zbiegu przedwojennych ulic Ruskiej i Mickiewicza, a zbudowana w latach 1903–1908.

## Historia
Kościół zbudowany został w latach 1903–1908. Powstał dzięki staraniom ówczesnego proboszcza i dziekana tarnopolskiego, ks. infułata Bolesława Twardowskiego, późniejszego arcybiskupa metropolity lwowskiego. 
Projektantem tego neogotyckiego (z wpływami wczesnego modernizmu i secesji) kościoła był znany galicyjski architekt Teodor Talowski. Ks. Twardowski wybrał jeden z jego kilku niewybranych do realizacji projektów konkursowych na budynek kościoła św. Elżbiety we Lwowie i zrealizował go w Tarnopolu. Wielki ołtarz świątyni zaprojektował inż. arch. W. Dajczak ze Lwowa, a rzeźby wykonała artystka Janina Reichertówna, zaś polichromię w prezbiterium zaprojektował artysta malarz Gajewski. 
Konsekrowany przez arcybiskupa lwowskiego Bolesława Twardowskiego w 1933. Od momentu zbudowana do zamknięcia w 1946 kościół parafialny parafii NMP Nieustającej Pomocy w Tarnopolu.
Po wojnie i aneksji Tarnopola wraz z resztą Małopolski Wschodniej przez ZSRR kościół był opuszczony i został wyburzony w 1954 roku. Na jego miejscu wybudowano Centralnyj Uniewiermag - główny dom towarowy. Po upadku ZSRR dla upamiętnienia kościoła na skwerze przed miejscem gdzie się znajdował postawiono jego makietę z napisami w językach ukraińskim, polskim i angielskim.